# Антон Лопатин
Антон Иванович Лопатин е съветски военачалник, генерал-лейтенант, герой на Съветския съюз, член на ВКП(б) от 1919 г.

## Биография
Роден е на 18 януари 1897 г. в село Каменка, Брестки уезд на Гродненска губерния (сега в Брестка област на Беларус), в селско семейство.
През 1916-1917 г. служи в царската армия. Сражава се в Първата световна война като редник.
В РККА е от август 1918 г. Участва в Гражданската война като помощник-командир на взвод, а по-късно – като командир на ескадрон от 1-ва конна армия. След войната е началник на полкова школа, помощник-командир и командир на кавалерийски полк. През 1925 и 1927 г. завършва курсове за усъвършенстване на командния състав. От 1937 г. е командир на кавалерийска дивизия.
В началото на Великата отечествена война е генерал-майор. През ноември 1941 г. е командир на 37-а армия от Южния фронт, участвала в Ростовската настъпателна операция. На 27 март 1942 г. му е присвоено званието генерал-лейтенант.
От септември същата година е командващ 62-ра армия от състава на Сталинградския фронт, от октомври командва 43-та армия, а от март 1943 г. – 11-а армия от Северозападния фронт. От януари до юли 1944 г. е заместник-командващ 43-та армия.
В края на войната оглавява 13-и стрелкови корпус от състава на 1-ви прибалтийски и 3-ти беларуски фронт в Източнопруската операция и взима участие в щурма на Кьонигсберг.
Участва и в бойните действия срещу Япония като командир на стрелкови корпус от Забайкалския фронт.
След края на войната служи на щабни длъжности в различни военни окръзи. През 1947 г. завършва висшите академични курсове към Генералщабната академия. Излиза в запас през 1954 г.
Антон Иванович Лопатин умира на 9 април 1965 г. Погребан е в Новодевичето гробище в Москва.

## Награди
- Герой на Съветския съюз – звезда № 7119, 19 април 1945 г.
- 3 ордена „Ленин“
- 2 ордена „Червено знаме“
- 2 ордена „Кутузов“ – I степен
- 1 орден „Червена звезда“

Името на Антон Лопатин носи улица в град Будьоновск в Ставрополски край.